# 宇野剛史
宇野 剛史（うの たけし、1977年12月24日 - ）は、日本のベーシスト。埼玉県鶴ヶ島市出身。

## 来歴
2004年、様々なバンドやセッションを経てART-SCHOOLに加入。海外レコーディング、都市型大型フェスへの参加など7年間の活動の後、2011年12月31日COUNTDOWN JAPAN11/12幕張メッセを最後にART-SCHOOLを脱退。同年結成する自身のバンドGOLIATHの活動と平行しながらライブサポートのキャリアをスタート。LiSA,フルカワユタカ,Poet-type.M等の国内外のライブサポート・レコーディング、Superfly,JUJUのTV,MVなどに参加中。車やバイクのカスタム、釣りが好き。2016年猫田ヒデヲ率いるQUADRANGLEに正式加入。

## ライブサポート
- LiSA(2011-現在)
- Poet-type.M
- フルカワユタカ
- SHERBETS
- 浅井健一

etc…

## ミュージックビデオ
- JUJU「What You Want」
- Superfly「愛をからだに吹き込んで」
- Superfly「Bi-Li-Li Emotion」
- LiSA「Rising Hope」「best day, best way」etc…

## 主なレコーディング参加(ベース)
2004年
- 8月 ART-SCHOOL / Mini Album『SCARLET』

2005年
- 2月 ART-SCHOOL / Mini Album『LOST IN THE AIR』
- 6月 ART-SCHOOL / Mini Album『あと10秒で』
- 10月 ART-SCHOOL / Album『PARADISE LOST』
- 12月 ART-SCHOOL / DVD『sleep flowers』

2006年
- 4月 ART-SCHOOL / Single『フリージア』
- 5月 ART-SCHOOL / V.A『ALL APOLOGIES』
- 9月 ART-SCHOOL / Album『Missing』
- 9月 ART-SCHOOL / V.A『bd SNOWBOARD RULERZ ORIGINAL SOUNDTRACK』
- 12月 ART-SCHOOL / Single『テュペロ・ハニー』

2007年
- 2月 ART-SCHOOL / Album『Flora』
- 6月 町田昌弘 / Album『here,there』
- 9月
  - ART-SCHOOL / Mini Album『左ききのキキ』
  - ART-SCHOOL / DVD『Tour'07"Flora"Live&Document』

2008年
- 7月 COLD KITCHEN / Mini Album『少年と月とバタフライ』
- 10月
  - ART-SCHOOL / Album『Ghosts & Angels』
  - ART-SCHOOL / Mini Album『ILLMATIC BABY』

2009年
- 8月 ART-SCHOOL / Album『14SOULS』

2010年
- 7月 COLD KITCHEN / Album『流星群と泣きやまぬアンプリファイア」
- 7月 ART-SCHOOL / Mini Album『Anesthesia」

2011年
- 5月 COLD KITCHEN / Mini Album『断罪のフィードバック』
- 10月 GOLIATH / Mini Album『RESIDENTS IN DESERT』

2012年
- 1月 GOLIATH / DVD『TOKYO UNDERGROUND SESSIONS』
- 3月 ART-SCHOOL / DVD 『ART-SCHOOL LIVE at STUDIO COAST』
- 5月 GOLIATH / Limited Single『parallel』
- 9月 LiSA / DVD『LiVE is Smile Always～LOVER“S”MiLE～in日比谷野外大音楽堂』

2013年
- 5月 GOLIATH / Album『TAGOMAGO』
- 5月 COLD KITCHEN / Single『色彩のリヴァーブレータ』

2014年
- 6月 LiSA / DVD『LiVE is Smile Always～今日もいい日だっ～in日本武道館』
- 7月 GOLIATH / Mini Album『MOUNTAIN ASH』

2015年
- 6月 GOLIATH / DVD『GOLIATH CLIP COLLECTION “point” 』
- 7月 Poet-type.M『A Place, Dark & Dark -ダイヤモンドは傷つかない-』
- 7月 LiSA / DVD『LiVE is Smile Always～PiNK&BLACK～@日本武道館』
- 9月 GOLIATH / Mini Album『STRANGE STORIES』

2016年
- 2月 Poet-type.M『A Place, Dark & Dark -永遠の終わりまでYESを-』